# Creedence Clearwater Couto
Creedence Clearwater Couto (Ribeirão Preto, 6 de março de 1979), mais conhecido como simplesmente como Creedence e no início de carreira como Paulista, é um ex-futebolista brasileiro que atuou como atacante.
Seu nome foi uma homenagem de seu pai, Aflânio, à banda de rock americana Creedence Clearwater Revival.

## Carreira

### Atleta
Começou a carreira jogando pelo Botafogo de Ribeirão Preto, cidade onde nasceu.
Saiu de Ribeirão Preto e em 1999 foi para o Iraty, do Paraná, onde o técnico Joaquin Violin, pela dificuldade em pronunciar seu nome, o apelidou de "Paulista".
O jogador teve uma curta passagem pelo Arsenal, da Inglaterra, no início dos anos 2000, levado pelo empresário Juan Figer, para um período de treinos que durou um mês onde sequer entrou em campo pelo time principal. Após o período no Arsenal, Creedence voltou para o Iraty. Com o time paranaense conquistou os títulos estaduais da segunda e primeira divisões, respectivamente em 2000 e em 2002.
Chegou ao Guarani em setembro de 2002 e anunciou pelo seu assessor de imprensa que gostaria de ser chamado pelo nome, Creedence. Em 2003, após ser reserva de Rodrigão durante todo o Campeonato Paulista e nas primeiras partidas da Copa do Brasil, se destacou no Campeonato Brasileiro.
Em 2004, acertou com o Fortaleza, porém, dez dias depois, recebeu proposta mais vantajosa e partiu para o Brasiliense. Naquele ano, marcou 16 gols e ganhou os títulos do Distrito Federal e da Série B do Campeonato Brasileiro.
Em fevereiro de 2005, chegou ao Figueirense. Atuando no clube, chegou às quartas-de-final da Copa do Brasil e fez um gol do meio-campo contra o Remo, no Mangueirão, em Belém.
Ao deixar o Figueirense ao final do Campeonato Catarinense, chegou a acertar com Flamengo, mas seu empresário o levou para o América de Rio Preto.
Ainda em 2005, foi comprado pelo empresário Eduardo Uram, que o vinculou ao Tombense-MG e acabou negociado com o Lierse, da Pro League da Bélgica, no segundo semestre de 2005.
Em 2006, atuou pelo Marília. Ele também teve um teste malsucedido no Stabæk da Noruega no mesmo ano.
Iniciou 2007 disputando o Campeonato Carioca pelo Volta Redonda.
Em julho de 2007, chega ao Santa Cruz para o restante da disputa do Campeonato Brasileiro da Série B. Em outubro do mesmo ano, foi dispensado do clube, onde fez apenas sete jogos e não marcou gols.
No final de 2007, fecha com o Madureira para a temporada seguinte.
Em 2009, Creedence foi artilheiro do Sertãozinho na Série A2 do Paulista, mas passou por uma cirurgia no ligamento cruzado do joelho esquerdo e ficou afastado dos gramados por um ano e sete meses.
Em 2011, permaneceu por três meses no Yenicami, do lado turco do Chipre. Ainda em 2011, atuou pelo Taubaté. Em setembro do mesmo ano, chega ao Sampaio Corrêa para o Campeonato Brasileiro da Série D.
Em 2012, atuou pelo Santa Cruz, do Rio Grande do Sul.
Aos 33 anos, mesmo com propostas de clubes do interior paulista, ele resolveu parar a carreira de futebolista.

### Treinador
Em setembro de 2022, se torna auxiliar do treinador Paulo Massaro no Carlos Renaux de Brusque.
Em novembro de 2023, assumiu como auxiliar de Paulo Massaro no Confiança-SE.
Em março de 2024, chega como como auxiliar de Paulo Massaro no CRAC. Em junho, foram demitidos.

### Títulos
Iraty
- Campeonato Paranaense: 2002

Brasiliense
- Campeonato Brasiliense: 2004

- Campeonato Brasileiro - Série B: 2004[43][44]